# Ribeirão Cuiabá
Ribeirão Cuiabá é um rio brasileiro do estado de São Paulo.